# Higham, Kent
Higham (engelskt uttal: [ˈhaɪ.əm]) är en ort och civil parish i grevskapet Kent i sydöstra England. Higham ligger i distriktet Gravesham, cirka 7 kilometer sydost om Gravesend och cirka 3 kilometer nordväst om Strood. Tätorten (built-up area) hade 2 644 invånare vid folkräkningen år 2021.